# Eugene Louis D'Souza
Eugene Louis D'Souza (Nagpur, 15 novembre 1917 – Bhopal, 18 marzo 2003) è stato un arcivescovo cattolico indiano.

## Biografia
Abbracciò la vita religiosa tra i Missionari di San Francesco di Sales d'Annecy e fu ordinato prete nel 1944.
Fu eletto vescovo di Nagpur nel 1951 e nel 1953, con l'elevazione di Nagpur a sede metropolitana, fu promosso arcivescovo; nel 1963 fu trasferito alla sede di Bhopal.
Nel 1957 fondò a Chindwara la congregazione dei Fratelli di San Giuseppe lavoratore.

## Genealogia episcopale e successione apostolica
La genealogia episcopale è:
- Cardinale Scipione Rebiba
- Cardinale Giulio Antonio Santori
- Cardinale Girolamo Bernerio, O.P.
- Arcivescovo Galeazzo Sanvitale
- Cardinale Ludovico Ludovisi
- Cardinale Luigi Caetani
- Cardinale Ulderico Carpegna
- Cardinale Paluzzo Paluzzi Altieri degli Albertoni
- Papa Benedetto XIII
- Papa Benedetto XIV
- Papa Clemente XIII
- Cardinale Marcantonio Colonna
- Cardinale Giacinto Sigismondo Gerdil, B.
- Cardinale Giulio Maria della Somaglia
- Cardinale Carlo Odescalchi, S.I.
- Cardinale Costantino Patrizi Naro
- Cardinale Lucido Maria Parocchi
- Papa Pio X
- Papa Benedetto XV
- Cardinale Willem Marinus van Rossum, C.SS.R.
- Arcivescovo Leo Peter Kierkels, C.P.
- Arcivescovo Eugene Louis D'Souza, M.S.F.S.

La successione apostolica è:
- Arcivescovo Cecil DeSa (1971)
- Vescovo George Marian Anathil, S.V.D. (1973)
- Vescovo Charles Gomes, S.I. (1974)
- Vescovo Théophane Matthew Thannickunnel, O.Praem. (1977)
- Vescovo Clement Thottungal, C.M.I. (1977)
- Vescovo Abraham D. Mattam, C.V. (1977)
- Arcivescovo Abraham Viruthakulangara (1977)
- Arcivescovo Paschal Topno, S.I. (1986)
- Vescovo Victor Kindo (1986)
- Arcivescovo Joseph Augustine Charanakunnel (1993)